# أهل مربع
أهل مربع هي قرية مغربية شمال المملكة. تنتمي أهل مربع لإقليم الفقيه بنصالح الساحلي. تضم هذه القرية 12.614 نسمة (إحصاء 2004).